# Вірменка (каварня)
Вірменка — культова кав'ярня у Львові, місце зустрічей представників мистецького андеґраунду і контркультури. Безперервно функціонує зі серпня 1979 року. 

### Історія
Як згадує відомий хіппі й правозахисник Алік Олісевич, кафе поряд із кафедрою рисунку Інституту прикладного і декоративного мистецтва, розташованою на вулиці Вірменській,23, відкрилося в серпні 1979-го напередодні нового навчального року. Скоро тут почали збиратися львівські неформали, художники, музиканти, студенти Інституту прикладного і декоративного мистецтва і Поліграфічного інституту, гості з контркультурних столиць СРСР. 
Починаючи з червня 1980 року, в каварні постійно збиралася російськомовна літературно-музична тусовка — поети Сергій Дмитровський (1961—2006), Артур Волошин (1962—1991), Марина Курсанова, Ксенія Аґаллі, художник Борис Бергер, музикант Сергій Кузьмінський. З неї вийшли учасники майбутнього рок-гурту Брати Гадюкіни. 
20 вересня 1987 року Вірменка стала своєрідною штаб-квартирою першої політичної демонстрації в Україні часів Перебудови. Ініціатором був Алік Олісевич. 
На початку 1990-их до завсідників Вірменки приєдналося молодше покоління україномовних поетів Тарас Марчук, Андрій «Граф» Бакун, арт-дизайнер Микола «ОМ» Сеник. Утім після розвалу СРСР більшість учасників тусовки виїхали закордон. 

### Сьогодення
Після гучного святкування 12 жовтня 2008 40-річчя Святого Саду Вірменка знову стає осередком андеґраунду і контркультурної богеми. Восени 2011 року тут регулярно щочетверга о 13-й збиралися учасники культового рок-гурту Супер Вуйки перед відновленням сценічної діяльності. Упродовж 2010-их рр. Вірменка була «домом» для редколегії, авторів і прихильників альманаху Хіппі у Львові. 
Влітку 2016 зі зміною власника проведено реконструкцію приміщення. Відкрито нові фраґменти автентичної кладки, перекриття, фраґмент кам’яного порталу XVI-XVII ст. З’явилася постійна виставка старих фотографій колишніх завсідників Вірменки, книжкова полиця, започатковано традицію «підвішеної кави» (наперед оплаченої для певного адресата). На ювілейному 10-му Lviv Coffee Festival Вірменку визнано найкращою кав'ярнею Львова, і так само в 2017 і 2018 рр.  
Починаючи з 2016, в оновленій Вірменці редколегією Хіппі у Львові проводилися акції, присвячені знаковим подіям з історії контркультури. Першою була «Establishment Республіки Святого Саду» 12 жовтня 2016, вона перетворилася у презентацію альманаху Хіппі у Львові. Друга «DeathDay Джека Керуака» пам'яті видатного письменника пройшла 21 жовтня 2016 за участі Андрія Куркова. Наступна «BirthDay Джима Моррісона» презентувала репертуар знаменитого рок-музиканта у виконанні Івана Попатенка й Антона Бриниха (дует Johnny LuckyLad & Tony SlightlyMad). Найрезонанснішою стала акція «50 років Літа Любові в Сан-Франциско» 21 червня 2017 за участі багатьох львівських рок-груп, яка вихлюпнула на вулицю. Також відбувалися поетичні вечори (Мистецька спілка «АБО»), презентації фотовиставок (Ростислава Павлика, Андрія Кульчицького), художні виставки (Романа «Фіна» Чухвіцького), рок-концерти, меморіальні заходи (пам'яті пітерського хіп-ветерана, активіста єврейської сотні Євромайдану Ніколая «Нільса» Каспарова, засновниці Емаус-Оселі Олесі Саноцької, рок-патріарха Юрія Шаріфова). Модерував здебільшого Алік Олісевич. Останнім 18 серпня 2021 відбувся концерт норвезького рок-виконавця Steinar Hawkeye Lindblad вкупі зі львівськими музикантами, присвячений річниці Вудстока. З початком повномасштабного російського вторгнення в Україну культурологічну активність тимчасово припинено. 
Серед численних заходів і акцій, які популяризують «Вірменку», можна відзначити туристичний маршрут «Кафе та кав’ярні Львова, 3 в 1: екскурсія, дегустації, розваги», організований львівською туристичною аґенцією Топ-Тур 